# Mosquée El Ouad

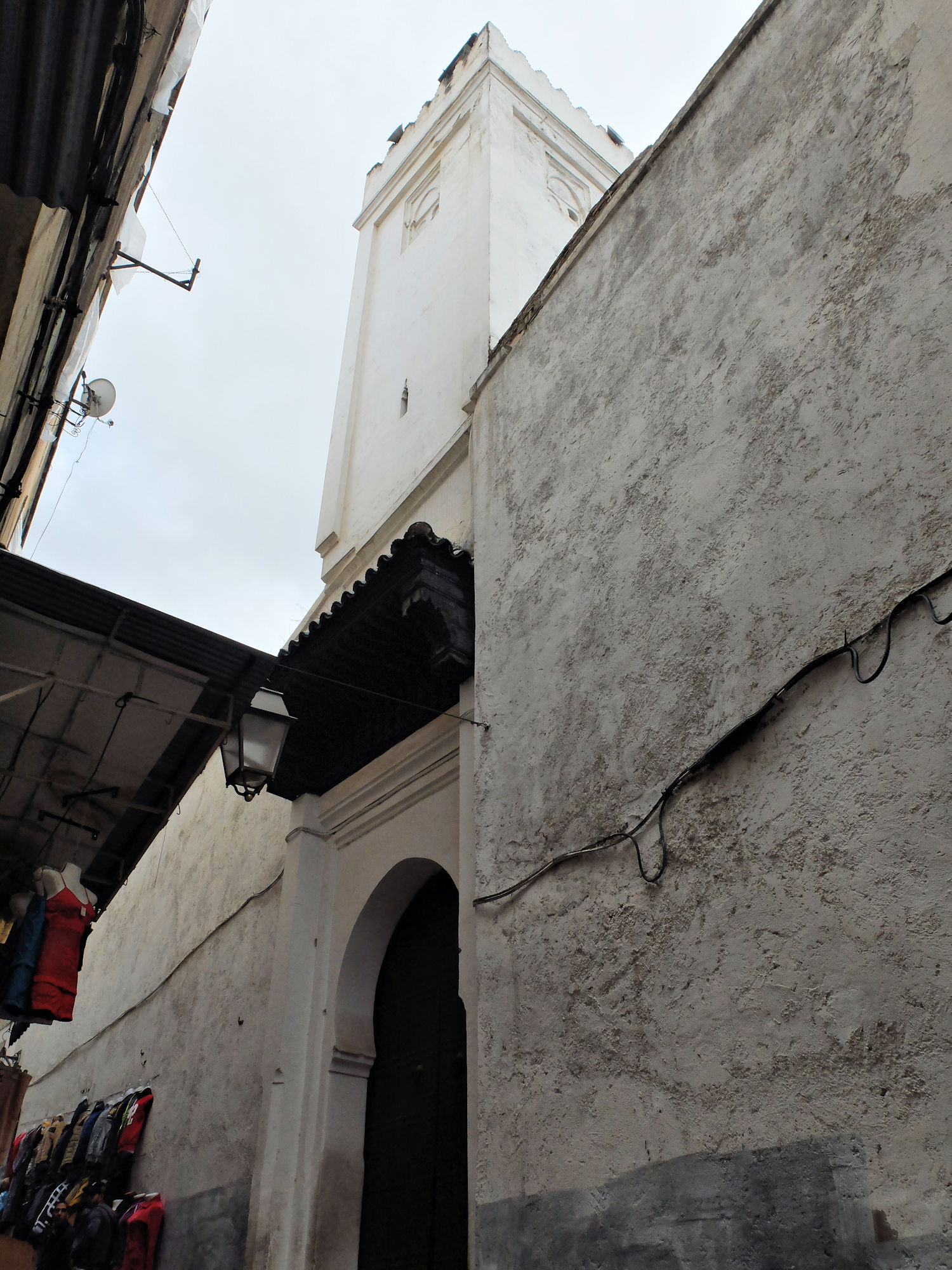
La mosquée El-Oued est une mosquée historique située à Fès el Bali, Fès, Maroc. Il a été construit par le sultan alaouite Slimane du Maroc

La mosquée El Ouad, ou Jamâa Al Ouad est une mosquée de la ville de Fès élevée sur les vestiges d'une ancienne médersa mérinide, nommée Al Oued (La rivière) à cause du bras de l'Oued masmouda qui traversait l'édifice. La fondation de la mosquée eut lieu au XVIIIe siècle sur l'initiative du sultan alaouite Moulay Slimane,. Cette mosquée se caractérise par un patio très vaste, d'un plan rectangulaire et agrémenté par des arbres fruitiers qui lui confèrent, conjointement à la rivière, un charme particulier. Il est à signaler que cette rivière a été recouverte depuis des années. Le visiteur peut aussi jeter un coup d’œil sur les vestiges de la médersa situés derrière la galerie nord du sahn.